# Liste der Baudenkmäler in Beuel
Die folgende Liste enthält in der Denkmalliste ausgewiesene Baudenkmäler auf dem Gebiet des Bonner Stadtbezirks Beuel.
Basis ist die offizielle Denkmalliste der Stadt Bonn (Stand: 15. Januar 2021), die von der Unteren Denkmalbehörde geführt wird. Grundlage für die Aufnahme in die Denkmalliste ist das Denkmalschutzgesetz Nordrhein-Westfalens.
Die Liste ist nach Ortsteilen und dann nach Straßennamen sortiert.

## Ortsteile
- Liste der Baudenkmäler im Bonner Ortsteil Beuel-Mitte
- Liste der Baudenkmäler im Bonner Ortsteil Beuel-Ost
- Liste der Baudenkmäler im Bonner Ortsteil Geislar
- Liste der Baudenkmäler im Bonner Ortsteil Hoholz
- Liste der Baudenkmäler im Bonner Ortsteil Holtorf
- Liste der Baudenkmäler im Bonner Ortsteil Holzlar
- Liste der Baudenkmäler im Bonner Ortsteil Küdinghoven
- Liste der Baudenkmäler im Bonner Ortsteil Limperich
- Liste der Baudenkmäler im Bonner Ortsteil Oberkassel
- Liste der Baudenkmäler im Bonner Ortsteil Pützchen-Bechlinghoven
- Liste der Baudenkmäler im Bonner Ortsteil Ramersdorf
- Liste der Baudenkmäler im Bonner Ortsteil Schwarzrheindorf/Vilich-Rheindorf
- Liste der Baudenkmäler im Bonner Ortsteil Vilich
- Liste der Baudenkmäler im Bonner Ortsteil Vilich-Müldorf